# Distribución de objetos en recipientes
Dentro de la teoría combinatoria algunos problemas de recuento y un gran número de cuestiones combinatorias pueden ser resueltas y descritas en forma de distribuciones de objetos en recipientes («bolas en cajas»).
Existen numerosos casos dentro de este tipo de distribuciones, ya que se clasifican según si los objetos o las cajas son distinguibles o indistinguibles y también teniendo en cuenta el tipo de aplicación a la que están asociadas, es decir, las diferentes restricciones sobre las distribuciones.
Teniendo en cuenta lo anterior, nos encontramos con algunos de los siguientes casos, llamados modelos de ocupación:

## Objetos y recipientes distinguibles (numerables)
Consideramos {\displaystyle n} cajas distinguibles y {\displaystyle k} bolas distinguibles.
Y también, teniendo en cuenta las aplicaciones de un conjunto de {\displaystyle k} elementos en uno de {\displaystyle n} elementos, dicho de otra manera, las posiciones que pueden tomar los objetos en las diferentes cajas. Algunos de los casos que nos encontramos son:
- Que puedan quedar cajas vacías (aplicación cualesquiera), para ello {\displaystyle n} puede tomar cualquier valor y puede haber más de un objeto en una caja:
  - Variaciones con repetición: {\displaystyle VR_{n}^{k}}
- Ateniendo a la condición de que haya un único objeto por recipiente (aplicación inyectiva), posible solo si {\displaystyle n>=k}, mayor o igual número de cajas que de bolas:
  - Variación: {\displaystyle V_{n}^{k}}
- Con la condición anterior de que haya un único objeto por recipiente y que además no haya ningún recipiente vacío (aplicación biyectiva), tiene que ocurrir que {\displaystyle n=k}, mismo número de cajas que de bolas:[2]
  - Permutación: {\displaystyle P{n}}

## Objetos indistinguibles y recipientes distinguibles
Consideramos {\displaystyle k} bolas indistinguibles y {\displaystyle n} cajas distinguibles. Ahora no se hace la pregunta de «qué bolas van en cada una de las cajas», ya que no las podemos numerar. Los casos destacados son:
- En el caso de que puedan quedar cajas vacías y en donde {\displaystyle n} puede tomar cualquier valor, es decir, sin ninguna restricción (aplicación cualesquiera):
  - Combinaciones con repetición: {\displaystyle CR_{n,k}}
- Con la condición de que no se permitan cajas vacías (aplicación sobreyectiva), en donde {\displaystyle k>=n}, mayor número de objetos que de recipientes:
  - {\displaystyle CR_{n}^{k-n}=C_{k-1}^{n-1}\,}
- Con la condición de que haya un único objeto por recipiente (aplicación inyectiva), en donde tiene que ocurrir que {\displaystyle n>=k} :
  - Combinaciones: {\displaystyle C_{n,k}}

## Objetos y recipientes indistinguibles
Tenemos {\displaystyle k} bolas y {\displaystyle n} cajas. En este caso ambas son indistinguibles, no numerables. Estas distribuciones corresponden con las particiones del entero {\displaystyle k}:
- Suponiendo de que no haya cajas vacías, siendo {\displaystyle k>=n}. La solución es el número de particiones de {\displaystyle k} con exactamente {\displaystyle n} partes:
  - {\displaystyle p_{n}(k)}
- Si nos fijamos en el número de cajas, la solución es el número total de particiones de {\displaystyle k}:
  - {\displaystyle p(k)=\sum _{i=1}^{k}p_{i}(k)}

Obteniendo {\displaystyle p_{n}(k)} y {\displaystyle p(k)} a partir de Reglas de recurrencia.

## Objetos distinguibles y recipientes indistinguibles
Consideramos {\displaystyle k} bolas distinguibles y {\displaystyle n} cajas indistinguibles. Las posibles situaciones que se pueden encontrar:
- La aplicación sea "cualesquiera":
  - Los posibles casos de distribuciones se calculan mediante {\displaystyle \sum _{k=1}^{n}(n,k)=\sum _{i=1}^{n}S(n,i)}
- La aplicación sea inyectiva, por lo que cada objeto solo puede estar en un recipiente:
  - El número de casos de distribuciones es de 1
- La aplicación sea  sobreyectiva, cada recipiente tiene al menos un objeto:
  - Los casos de distribuciones vienen dados por Números de Stirling de segunda especie {\displaystyle S(n,k)}
- La aplicación sea biyectiva, por lo tanto a cada uno de los recipiente se le asigna un solo objeto:
  - El número de casos posibles es de 1